# 幌子
幌子，亦称为“望子”，一种古老的商业标识，俗称酒帘，是古代店铺用来招徕顾客的形象性的商业标记，历史久远。普遍上，幌子的形制有别于牌匾和招牌，多为商品实物、酒旗幡旗、动物首级、花圈彩带、版画绘画等。

## 词义
“幌”原指窗帘、帷慢，所谓“以帛明窗”。古时酒店用布旗招徕顾客，酒旗也称“幌子”。唐代陆龟蒙《和初冬偶作》：“小垆低幌还遮掩，酒滴灰香似去年。”后来加以引申，凡商店招徕顾客门面上展示的标志，统称为“幌子”。
幌子原指布幔，后被引申为酒旗的别称。主要表示经营的商品类别或不同的服务项目，可称为行标。
幌子现指为欺骗而采取的伪装或权宜之计。

## 中国典籍文献中的记载
- 中国春秋时期《晏子春秋》：“君使服之于内，而禁之于外，犹悬牛首于门，而卖马肉于内也。”

- 中国战国时期《韩非子》：“宋人有酤酒者，……悬帜甚高。”

- 中国唐朝杜牧七言绝句《江南春》“千里莺啼绿映红，水村山郭酒旗风。”